# Basilique Notre-Dame-de-la-Victoire de Saint-Raphaël
Cette  basilique n’est pas la seule basilique Notre-Dame-de-la-Victoire.
La basilique Notre-Dame-de-la-Victoire de Lépante est une  basilique catholique de type néo-byzantin, dédiée à la Vierge Marie et située dans le quartier du vieux port à Saint-Raphaël, dans le Var, en France.

## Histoire
La construction de cette basilique s'est étalée de 1883 à 1887 sous l'impulsion de l'abbé Louis Bernard, curé de la paroisse de 1882 à 1889.
L'église fut inaugurée en 1887, et baptisée du nom Lépante faisant référence au nom de la bataille navale de Lépante entre Turcs et Chrétiens en 1571.
Elle est élevée au rang de basilique mineure en 2004 par le pape Jean-Paul II.
L'édifice est référencé dans la base Mérimée et à l'Inventaire général Région Provence-Alpes-Côte d'Azur.
De nombreux objets sont référencés dans la base Palissy (voir les notices liées).

### Liens Externes
- L'orgue et les vitraux de Notre-Dame-de-la-Victoire de Saint-Raphaël - orgues-et-vitraux.ch
- Paroisse Saint Raphaël - Messe.info